# Clotilde González de Fernández
Clotilde Mercedes González de Fernández Ramos (24 de septiembre de 1880 en Santo Tomé — 28 de febrero de 1935 en Posadas) fue una maestra, profesora de piano y escritora argentina. Es considerada pionera de la educación en Misiones, ya que fue quien tomó la iniciativa de gestionar las primeras escuelas secundarias medias del por entonces Territorio Nacional de Misiones. Fue la impulsora de un movimiento popular que logró a través del Estado Nacional la creación de las escuelas Normal en 1909, del Colegio Nacional en 1917, de la Escuela de Artes y Oficios en 1924 y del primer Instituto Musical en 1918, en Posadas.

## Biografía
Clotilde Mercedes nació el 24 de septiembre de 1880 en la ciudad correntina de Santo Tomé, a unos 160 km de Posadas. En su vida de adulta joven conformó matrimonio con el escritor, investigador y corresponsal de los periódicos La Nación y La Prensa, el español Ildefonso Raimundo Fernández Ramos, con quienes tuvieron 3 hijos. Durante su vida, Clotilde se desempeñó como maestra y profesora de piano en escuelas primarias y luego como profesora de historia y de geografía en las escuelas secundarias de la ciudad, que habían sido impulsadas por ella misma. Junto a su marido consiguieron traer de Francia los manuscritos de Aimé Bonpland sobre sus investigaciones realizadas en América, los que fueron traducidos y donados al Museo Argentino de Ciencias Naturales de Buenos Aires. En 1906, integró la comisión de la Biblioteca Escolar de la escuela N.º 1, realizando al mismo tiempo gestiones para conseguir la creación de una Biblioteca Pública, que luego sería conocida como Biblioteca Popular Posadas. También publicó obras referidas a los orígenes de la ciudad de Posadas y una Antología de literatura americana.

## La Antigua Casona
En la ciudad de Posadas Provincia de Misiones, sobre la intersección de las calles Félix de Azara y Santa Fe, se encuentra la antigua casona de Clotilde González de Fernández, que fuera vivienda de la misma. En ese mismo lugar funcionaba su librería.
Actualmente el Centro Educativo "Alas y Raíces" utiliza las instalaciones edilicias como sede educativa en sus tres niveles: primario, secundario y terciario.

## Logia Roque Pérez
En 1902 la Logia Roque Pérez de Posadas, bajo la dirección de Francisco Fernández, constituyó una Comisión de Damas, designando la presidencia de la misma a Clotilde González de Fernández. La misión principal de dicha comisión era brindar apoyo pedagógico y escolar a los niños. Otro de sus objetivos era también la creación de una Escuela Normal, y otra de Artes y Oficios. También organizaba veladas artísticas y literarias en el local de la Logia, y una Comisión Popular para gestionar ante los poderes públicos la creación de otros nuevos establecimientos educativos.

## Creación de establecimientos escolares

### Escuela Normal
En 1907 Clotilde comienza a encargarse de la creación de la primera escuela secundaria del territorio, la Escuela Normal. Para ello sanciona el estatuto de lo que se denominó desde ese entonces como Sociedad Sarmiento, una asociación que tendría dicha finalidad. Ese mismo año ella comienza a recorrer las calles de la ciudad tratando de convencer a los vecinos sobre el proyecto y recolectando firmas. Consigue un total de 193 adhesiones y envía su petición en forma de telegrama al Presidente de la Nación y al Ministro de Instrucción pública, entre otras autoridades y a varios diarios de prensa nacionales. Muchos fueron los argumentos presentados, por lo que en 1909, se firmaba en Buenos Aires el decreto de creación de la «Escuela Normal Maestros Rurales» y de otra en la ciudad de Santa Rosa, en la provincia de La Pampa. Sin embargo, al poco tiempo la escuela dejó de denominarse como «rural» —que les permitía a sus egresados obtener un título como maestros de enseñanza sólo en centros urbanos de hasta 3000 habitantes—, y en 1911 comenzaron a dictarse las clases como en una escuela normal común, cambiando consecuentemente su plan de estudios. En los años posteriores, la lucha de González de Fernández consistió en la construcción de un edificio propio y definitivo para la escuela, consiguiendo recién su propósito para 1920 después de varias idas y venidas. Aunque finalmente el edificio se empezó a construir físicamente al menos unos 30 años después.

### Colegio Nacional
Desde el año 1913 realizó intensas gestiones ante la visita a Misiones del inspector general de enseñanza Secundaria y Especial, conformando la comisión «Pro-Colegio Nacional» para la construcción de una nueva escuela. Entrega nuevamente otra solicitud para la creación de una escuela que fue acompañada por las firmas de los vecinos. Finalmente en 1917 logra crear el Colegio Nacional N.º 48 —actual Colegio Provincial N.º 1 «Martín de Moussy»—.
A través del tiempo, el Colegio "Martín de Moussy", fundado el 29 de junio de 1917, ha tenido diferentes denominaciones.
La primera de ellas cuando se fundò y se le asignó el nombre de Colegio Nacional N.º 48;

### Escuela de Artes y Oficios
En 1922, Clotilde con el apoyo de su marido Raimundo, presentaron ante la directiva de la Asociación del Magisterio y del profesorado de Misiones la idea de gestionar la fundación de una escuela de oficios. Se nombró a tres miembros para estudiar la iniciativa y trazar un plan de las gestiones que deberían realizarse o presentarse ante los poderes públicos. El entonces Ministro Antonio Sagarna, tuvo especial interés en fomentar escuelas de dicha índole formativa, destinando unos 240 000 Pesos moneda nacional de su presupuesto para la creación de 24 escuelas en distintas localidades del país, siendo Posadas una de ellas. Al ser un monto insuficiente, Clotilde de Fernández decidió casi de forma unilateral conformar una cooperativa con ayuda del gobernador Héctor Barreyro y de la población para la creación de la escuela de Artes y Oficios. Ellos tenían la misión de recaudar fondos para que con el presupuesto del gobierno nacional se solicitara la inmediata apertura de la Escuela. En abril de 1924 se firma el decreto de fundación del establecimiento, y finalmente el 9 de junio de ese mismo año se dan inicio a las clases en la Escuela de Artes y Oficios —posteriormente Escuela Industrial de la Nación, ENET N.º 1 y en la actualidad EPET N.º 1 «Unesco»—.

## Obras
- Territorios Nacionales: el idioma nacional (fragmento de El Monitor de la Educación Común. Buenos Aires: Consejo Nacional de Educación, 1901);[13]
- Antología hispanoamericana (ed. Peuser, Buenos Aires, 1906);[14]
- Plano gráfico y estadístico de la Ciudad de Posadas (presentado en la Exposición del Centenario, 1910);[1]
- Reseña Histórica de la ciudad de Posadas 1872—18 de octubre—1922 (Posadas, 1922).[15]

## Homenajes
Varios sitios de la ciudad de Posadas llevan el epónimo de Clotilde M. González de Fernández. En 1973 se designó con ese nombre a una de las calles del barrio Tiro Federal. Además tienen su nombre el salón de actos de la Escuela Normal, la biblioteca de historia regional del Museo Aníbal Cambas, el edificio de la Escuela de Educación Especial N.º 1, y desde 1976 hasta 2011 también se denominó así a la Escuela Provincial de Educación Técnica N.º 2. Su obra Reseña Histórica de la ciudad de Posadas fue declarada de Interés Municipal por el Concejo Deliberante de Posadas, en el marco de los 100 años de la fundación de la Escuela Normal, en el año 2009, siendo además reeditada. En 2013 se inauguró un parque con su nombre como parte de las obras complementarias de la represa de Yacyretá en el exbalneario El Brete.